# Транспорт в Ботсване

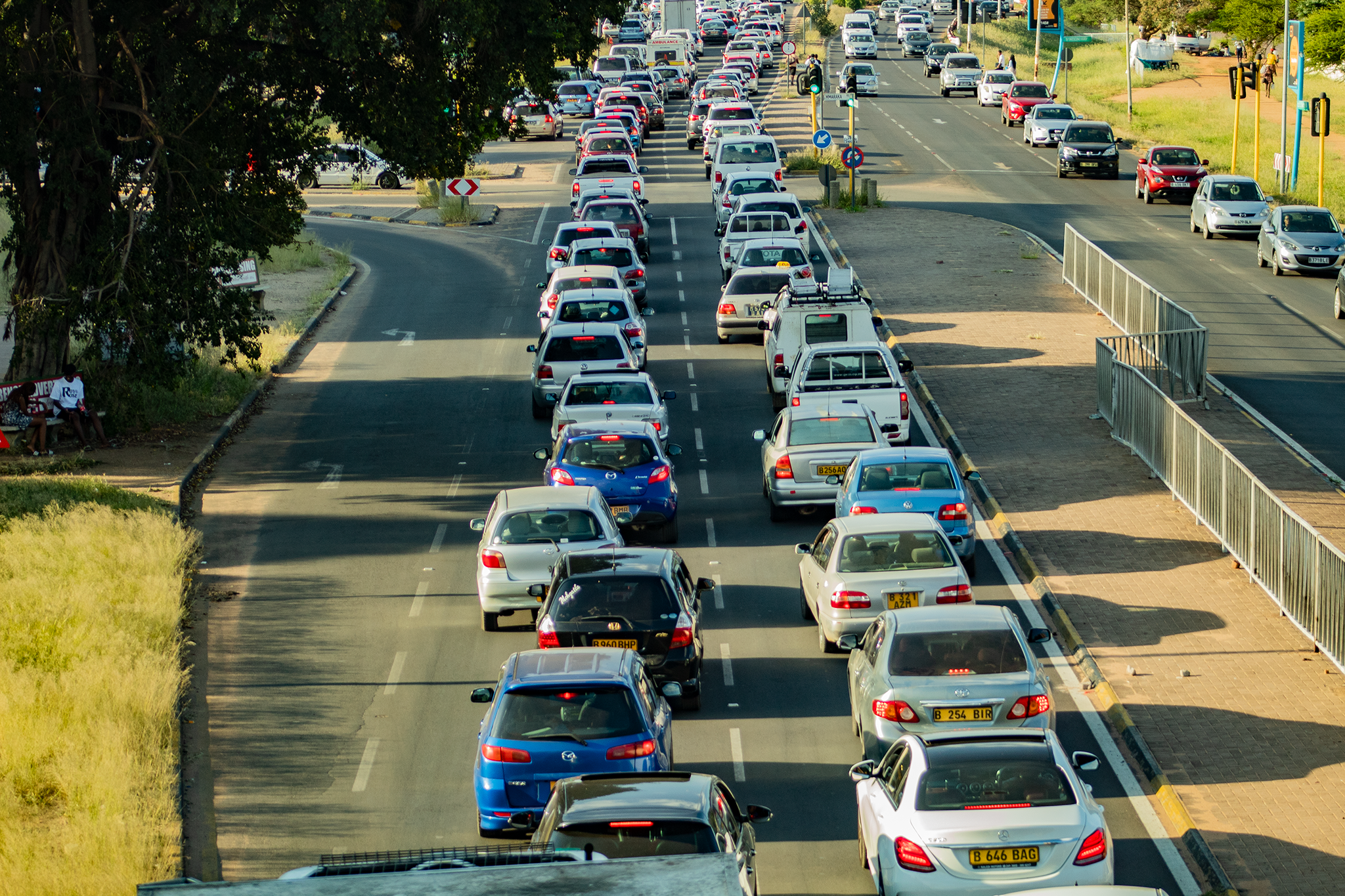
Автомобильный трафик столице Ботсваны

Транспорт в Ботсване обеспечивается обширной сетью железных дорог, автомагистралей, паромных и воздушных маршрутов, которые пересекают страну. В стране есть автомагистраль «внутреннего круга» соединяющая все крупные города и районные центры, а также есть транскалахарская автомагистраль, которая соединяет страну с Уолфиш-Бей в Намибии (а через него также с Гаутенг — самой экономически развитой провинцией в ЮАР) .

## Железная дорога
Ботсвана имеет 888 км железной дороги (ширина колеи равна 1,067 мм (3 фута 6 дюймов)), обслуживающая целый ряд городов и соединяющая страну с её ближайшими соседями.
Все пассажирские перевозки были приостановлены в Ботсване, кроме единственного оставшегося сервиса, который является международной связью с Зимбабве из Франсистауна, единственная железнодорожная станция, которая все ещё находится в обслуживании. Грузовые поезда до сих пор работают. Обслуживание пассажиров, как ожидается, возобновится в конце 2015 года.

## Автомобильный транспорт
В Ботсване есть пять основных дорожных маршрутов, пересекающих страну. Ботсвана имеет 10,217 км автомобильных дорог, из которых асфальтированы 5620 км. По оценкам с 1996 года, наблюдается значительное снижение общей протяженности грунтовой дороги в Ботсване — между 1996 и 1999 годами общая протяженность грунтовых дорог уменьшилась с 14,139 км до 4,597 км. Основные дороги в Ботсване заасфальтированы, а условия вождения в целом хорошие.
Поскольку страна ранее была британской колонией, движение осуществляется по левой стороне дорог. На конец июня 2019 года в Ботсване было зарегистрировано 584 000 личных транспортных средств, что означает примерно 250 автомобилей на 1000 человек .

### Дорожные знаки
Дорожные указатели Ботсваны в целом соответствуют нормам Южной Африки, хотя на ряде знаков отсутствуют номера маршрутов Южной Африки. Все расстояния по длине указаны в километрах, скорость — в километрах в час, в то время как ограничения по высоте и ширине должны быть указаны в имперских единицах (футах и дюймах), хотя могут также отображаться и метрические единицы измерения. Традиционно, дорожные знаки в Ботсване используют синий фон, а не жёлтый, белый, или оранжевый, которые другие страны в основном используют для предупреждающих знаков. В начале 2010-х годов, власти объявили о планах начать постепенный отказ от подобных синих знаков в пользу более типичных знаков с той целью, чтобы больше совпадать с соседними странами-членами Сообщества по вопросам развития юга Африки.

## Аэропорты
В 2013 году насчитывалось 74 аэропорта, из которых 10, были заасфальтированы. Принадлежащая правительству транспортная компания Air Botswana осуществляет регулярные рейсы в Франсистаун, Габороне, Мауне и Селеби-Пхикве. Существует международный рейс в Йоханнесбург, Южная Африка; Мбабане, Свазиленд; и Хараре, Зимбабве.
Новый международный аэропорт близ Габороне был открыт в 1984 году. Число авиапассажиров прилетающих и вылетающих из Ботсваны в 2003 году составил около 183,000.